# ドーム型都市

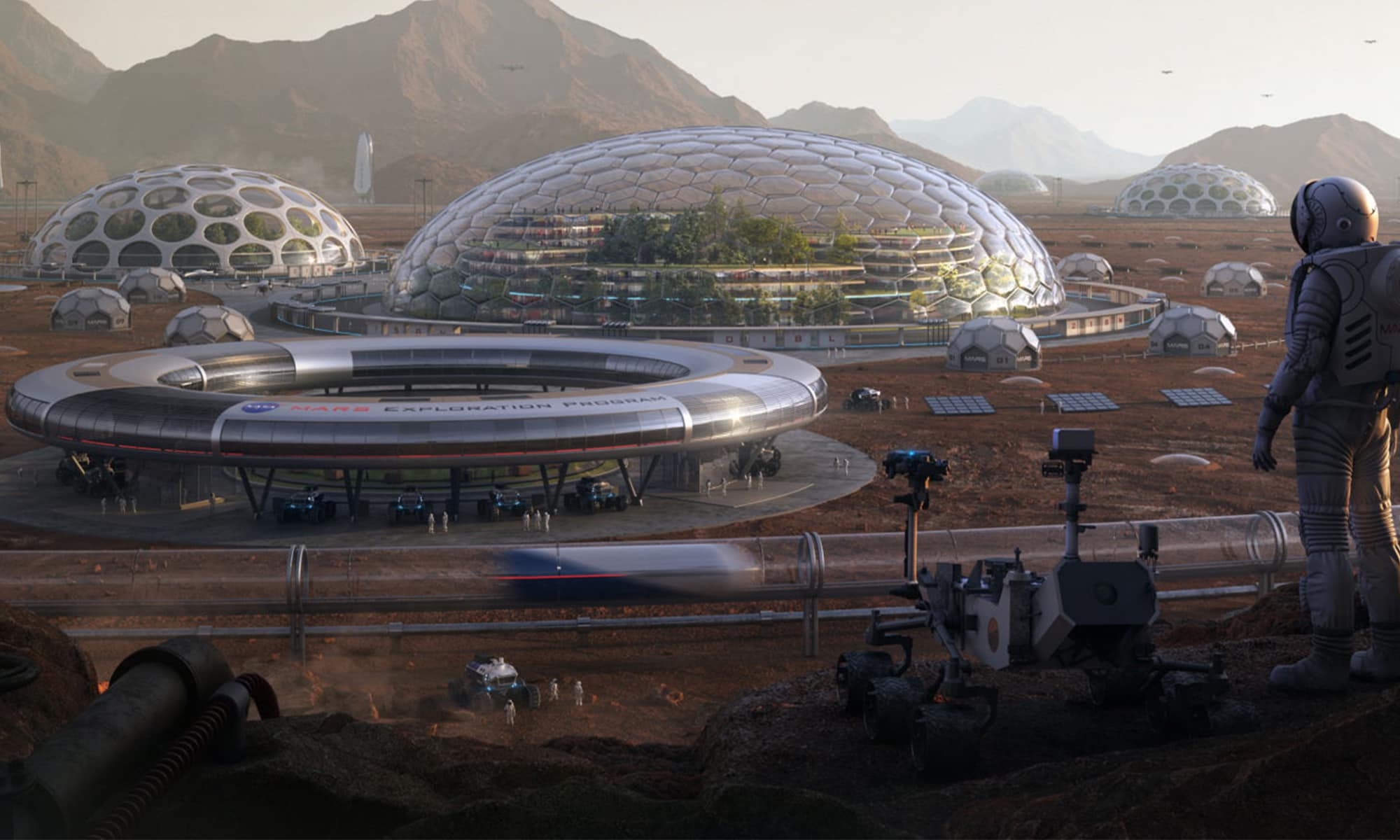
火星の未来予想図に描かれたドーム型都市。

ドーム型都市 （ドームがたとし、Domed city）は、都市全体が半球状の物体で覆われた構想上の建造物。ドーム都市とも。
ドーム型都市は20世紀初めからSFや未来学などに頻繁に登場し、地球や月もしくは他の惑星上に描かれる。

## 原点
ドーム型都市の構想がいつ出来たのかは不明である。ドーム型都市という語句は19世紀には別の意味で使われるようになり、それはドーム型の建造物の輪郭線を意味した。
ある初期のSFカタログには1881年にウィリアム・デリーズル・ヘイによって書かれたSF小説『Three Hundred Years Hence』が取り上げられている。(メアリー・グリフィスによる同名小説とは別物である). ヘイの小説における未来の人類は殆どが海面下にあるガラスで覆われたドーム型都市に暮らし、地球表面の陸地は主に農業に使用されている。

## フィクション上のドーム型都市
作家たちは自らが描く多くの問題に対応するためにドーム型都市を使用した。これはドームの中に住む人々の利益になる場合もあれば、そうでない場合もあった。例えば、Julianna Baggottの小説「Pure」三部作のように 大気汚染などの環境破壊の問題は、特に20世紀半ばから後半の創作物において、共通のモチーフとなった。
一部の作品におけるドーム型都市は、絶滅あるいは絶滅しかけている人類の最後の抵抗を表している。
1976年のSF映画「2300年未来への旅 (Logan's Run)」は、これら両方のテーマを扱っている。映画の主人公たちはドーム型都市内で快適な生活を送っているが、都市は大衆を制御し、人類が二度と破滅ラインを超えないようにする役割も持っている。
フィクション上のドーム型都市は、人類を保護し養う象徴的な子宮であると解釈されている。他のSFが宇宙の広大な広がりを強調しているのに対して、ドーム型都市は居住者に制限を課し、彼らが外の世界と相互作用すると混沌が続くのだ、という言外の意味を示している。
いくつかの作品においては、居住者を隔離するため、都市はあえて「ドーム型」にデザインされている。

## 建設の試み
1960年代から1970年代の間にドーム型都市の構想は広く議論され、それによりドーム型の都市という考えはSFの世界を飛び出した。1960年、エンジニアで先見の明を持っていたバックミンスター・フラーは3kmのジオデシック・ドームをミッドタウンに架ければ天候の操作と大気汚染の減少が可能であると述べた。ドーム型都市の提案は1979年にウィヌースキーで2010年にはヒューストンで行われている。
1980年代後半人工的な閉鎖生態系が実現可能かどうかテストするためにバイオスフィア2が建設された｡元々の実験では8人を収容したが、これは現在でも同趣の研究の中で最も大きいものである。
2010年  シベリアのミール鉱山に10万人が居住可能なドーム型都市 ｢Eco-city 2020｣ の提案がなされた｡
2014年ドバイの支配者は480万平方フィートのエリアを覆う気候制御されたドーム型都市 ｢Mall of the World｣ の計画を発表した。しかし2016年現在プロジェクトはドームを取り払った形で再計画されている。